# Mannophryne olmonae
Mannophryne olmonae es una especie de anfibio anuro de la familia Aromobatidae.

## Distribución geográfica
Es endémica de la isla de Tobago y quizá de la cercana Pequeña Tobago, en la república de Trinidad y Tobago.